# Союз-32
«Союз-32» — советский пилотируемый космический корабль.

## Параметры полёта
- Масса аппарата — 6,8 т.
- Наклонение орбиты — 51,61°
- Период обращения — 89,94 (90,63) мин.
- Перигей — 198,4(304,5) км.
- Апогей — 274,3(332,4) км.

## Экипаж старта
- Командир — Ляхов Владимир Афанасьевич (1)
- Бортинженер — Рюмин Валерий Викторович (2)

## Дублирующий экипаж
- Командир — Попов Леонид Иванович
- Бортинженер — Лебедев Валентин Витальевич

## Резервный экипаж
- Командир — Зудов Вячеслав Дмитриевич
- Бортинженер — Андреев Борис Дмитриевич

## Экипаж при приземлении
Корабль «Союз-32» вернулся на Землю без экипажа.

## Описание полёта
Третья основная экспедиция орбитальной научной станции «Салют-6». Во время пребывания на станции космонавты приняли три грузовых корабля «Прогресс-5, -6 и -7». Во время наблюдения в июне 1979 года поверхности Индийского океана в 250—300 км восточнее берега Африки Ляхов и Рюмин обнаружили пучность в форме вала длиной около 100 км и шириной 1,5—2 км. 15 августа космонавты Ляхов и Рюмин совершили выход в открытый космос продолжительностью 1 час 23 минут.
Во время пребывания экипажа на станции планировалась экспедиция посещения на корабле «Союз-33». Однако стыковка корабля «Союз-33» из-за проблем с основным двигателем не состоялась. Предполагалось, что экспедиция посещения вернётся на Землю на корабле «Союз-32», оставив корабль «Союз-33» для основной экспедиции. КК «Союз-32» имел ресурс в 90 суток, который истекал 26 мая. На замену корабля «Союз-32» 6 июня был послан корабль «Союз-34» без экипажа, который состыковался со станцией. На этом корабле космонавты благополучно вернулись на Землю.
13 июня КК «Союз-32» в беспилотном варианте возвратился на Землю. На нём были доставлены результаты исследований экипажа Ляхов — Рюмин.
Экипаж установил новый рекорд продолжительности пребывания в космосе — 4200 часов 36 минут (175 дней 0 часов 36 минут). Валерий Рюмин установил новый рекорд суммарной продолжительности пребывания космонавта в космосе за два полёта — 4249 часов 22 минуты (177 дней 1 час 22 минуты).